# Constantin Gâlcă
Constantin Gâlcă (ur. 8 marca 1972 w Bukareszcie) – piłkarz rumuński, który występował na pozycji defensywnego pomocnika, trener.

## Kariera klubowa
Piłkarską karierę Gâlcă rozpoczął w Progresulu Bukareszt. W 1988 roku występował z nim w trzeciej lidze, a w 1989 przeszedł do pierwszoligowego FC Argeș Pitești. W Divizii A zadebiutował 6 grudnia w wygranym 2:0 spotkaniu z Flacărą Moreni. W kolejnym sezonie był już podstawowym zawodnikiem Argeș, a w 1991 roku przeszedł do jednego z najbardziej utytułowanych drużyn w kraju, Steauy Bukareszt. W swoim pierwszym sezonie zdobył 5 goli dla Steauy przyczyniając się do wywalczenia wicemistrzostwa Rumunii. Natomiast w 1994 roku wywalczył swoje pierwsze w karierze mistrzostwo kraju i ze Steauą sukces ten osiągał jeszcze w kolejnych trzech sezonach do roku 1996. Wtedy też dodatkowo zdobył Puchar Rumunii. Przez 5 lat rozegrał dla Steauy 148 ligowych meczów i strzelił 24 gole.
W 1996 roku Gâlcă wyjechał do Hiszpanii do drużyny RCD Mallorca. W jej barwach grał przez rok, a swoimi 13 zdobytymi golami przyczynił się do awansu tej drużyny z Segunda División do Primera División. Po sezonie przeszedł do Espanyolu. W barcelońskim zespole swój pierwszy mecz zaliczył 31 sierpnia, a Espanyol pokonał 3:1 na wyjeździe Athletic Bilbao. W swoim pierwszym sezonie zdobył 3 gole i zajął 10. miejsce, a rok później zaliczył 7 trafień i z Espanyolem zakończył sezon na 7. pozycji. W sezonie 1999/2000 miał udział w wywalczeniu przez Espanyol Pucharu Hiszpanii (w finale Katalończycy pokonali 2:1 Atlético Madryt). W 2001 roku Espanyol zakończył sezon na 9. miejscu. Łącznie dla tego klubu Gâlcă rozegrał 123 spotkania i zdobył 16 bramek.
Latem 2001 Gâlcă przeszedł do Villarrealu. Swój pierwszy mecz w nowym klubie rozegrał 26 sierpnia, a „Żółta Łódź Podwodna” pokonała 2:1 stołeczne Rayo Vallecano. Swojego jedynego gola dla Villarrealu zdobył w 27. kolejce w potyczce z Málagą (1:2). Na koniec sezonu zajął 15. miejsce w La Liga, a we wrześniu 2002 odszedł do Realu Saragossa. Tam rozegrał 24 spotkania i wspomógł drużynę w powrocie do Primera División. Został jednak w Segunda División podpisując kontrakt z UD Almería, w której grał do 2006. Wtedy też zakończył piłkarską karierę.
| Sezon   | Klub                | Kraj      | Rozgrywki        | Mecze | Bramki |
| ------- | ------------------- | --------- | ---------------- | ----- | ------ |
| 1988/89 | Progresul Bukareszt | Rumunia   | Divizia C        | ?     | ?      |
| 1989/90 | FC Argeș Pitești    | Rumunia   | Divizia A        | 4     | 0      |
| 1990/91 | FC Argeș Pitești    | Rumunia   | Divizia A        | 31    | 2      |
| 1991/92 | Steaua Bukareszt    | Rumunia   | Divizia A        | 26    | 5      |
| 1992/93 | Steaua Bukareszt    | Rumunia   | Divizia A        | 29    | 4      |
| 1993/94 | Steaua Bukareszt    | Rumunia   | Divizia A        | 33    | 2      |
| 1994/95 | Steaua Bukareszt    | Rumunia   | Divizia A        | 31    | 9      |
| 1995/96 | Steaua Bukareszt    | Rumunia   | Divizia A        | 29    | 4      |
| 1996/97 | RCD Mallorca        | Hiszpania | Segunda División | 34    | 13     |
| 1997/98 | RCD Espanyol        | Hiszpania | Primera División | 32    | 3      |
| 1998/99 | RCD Espanyol        | Hiszpania | Primera División | 27    | 4      |
| 1999/00 | RCD Espanyol        | Hiszpania | Primera División | 32    | 6      |
| 2000/01 | RCD Espanyol        | Hiszpania | Primera División | 32    | 3      |
| 2001/02 | Villarreal CF       | Hiszpania | Primera División | 36    | 1      |
| 2002/03 | Villarreal CF       | Hiszpania | Primera División | 3     | 0      |
| 2002/03 | Real Saragossa      | Hiszpania | Segunda División | 24    | 0      |
| 2003/04 | UD Almería          | Hiszpania | Segunda División | 24    | 0      |
| 2004/05 | UD Almería          | Hiszpania | Segunda División | 34    | 2      |
| 2005/06 | UD Almería          | Hiszpania | Segunda División | 40    | 2      |

## Kariera reprezentacyjna
W reprezentacji Rumunii Gâlcă zadebiutował 22 września 1993 roku w wygranym 2:0 meczu z Izraelem. W 1994 roku był w kadrze Rumunii na Mistrzostwach Świata w USA. Tam wystąpił we dwóch meczach, w obu jako rezerwowy: z USA (1:0), a następnie w meczu 1/8 finału z Argentyną (3:2). Z Rumunią dotarł do ćwierćfinału. W 1996 roku został powołany przez Anghela Iordănescu na Mistrzostwa Europy w Anglii. Zaliczył tam dwa mecze: przegrane 0:1 z Bułgarią i 1:2 z Hiszpanią.
W 1998 roku Gâlcă był członkiem kadry na Mistrzostwa Świata we Francji, gdzie był podstawowym zawodnikiem i zagrał we wszystkich czterech meczach swojej drużyny: z Kolumbią (1:0), z Anglią (2:1), z Tunezją (1:1) oraz w 1/8 finału z Chorwacją (0:1). W 2000 roku zaliczył swój ostatni turniej - Euro 2000. Jego dorobek na tym turnieju to cztery spotkania: z Niemcami (1:0), z Portugalią, Anglią (3:2) i w ćwierćfinale z Włochami (0:2). Karierę reprezentacyjną zakończył w 2005 roku. W kadrze narodowej zagrał 68 razy i zdobył 4 bramki.

## Kariera trenerska
W Polsce najbardziej jest znany z tego, że pracował w Radomiu. 16 kwietnia 2023 Gâlcă został trenerem Radomiaka, a został zwolniony 27 listopada 2023.

## Sukcesy

### Jako piłkarz
Steaua Bukareszt
- Mistrzostwo Rumunii: (4): 1992/93, 1993/94, 1994/95, 1995/96
- Puchar Rumunii (2): 1991/92, 1995/96
- Superpucharu Rumunii (2): 1994, 1995

Espanyol Barcelona
- Puchar Hiszpanii (1): 1999/00

### Jako trener
Steaua Bukareszt
- Mistrzostwo Rumunii: (1): 2014/15
- Puchar Rumunii (1): 2014/15
- Puchar Ligi Rumuńskiej (1): 2014/15

Vejle BK
- 1. Division: (1): 2019/20